# Міністерство охорони здоров'я Республіки Узбекистан
Міністерство охорони здоров'я Республіки Узбекистан — центральний державний орган управління охороною здоров'я.

## Повноваження
За своєю діяльністю підпорядковується кабінету міністрів Республіки Узбекистан. Діяльність міністерства здійснюється спільно з іншими державними органами, зокрема, державними установами, органами виконавчої влади Республіки Каракалпакстан, областей і міста Ташкента, а також іншими громадськими організаціями.

## Міністри охорони здоров'я
- 1991—1998 — Шавкат Карімов
- 1998—2009 — Феруз Назіров
- 2009—2012 — Адхам Ікрамов
- 2012—2016 — Анвар Алімов
- 2016—2017 — Адхам Ікрамов
- 2017- т. ч. т. ч. — Алішер Шадманов